# 佛罗伦丝·法尔

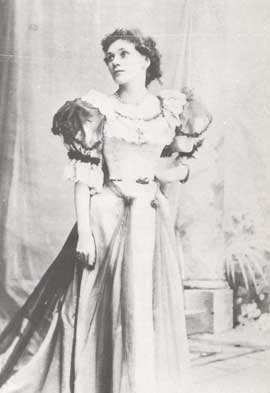
法尔剧照

佛罗伦丝·碧翠絲·法尔（Florence Beatrice Farr，1860年7月7日—1917年4月29日），是英国西區劇院王牌女演员、作曲家、导演。也是女权运动家、记者、教育家、歌手、小说家，以及神秘主义团体黃金黎明協會领导人。其友人和合作者包括诺贝尔奖得主威廉·巴特勒·叶芝 、诗人埃兹拉·庞德，剧作家奥斯卡·王尔德、艺术家奥伯利·比亚兹莱、共济会学者阿瑟·爱德华·韦特等。乃是世纪之交的“第一波”女权主义者，主张普世选举权、工作场所平等权等。